# Chaseburg, Wisconsin
Chaseburg là một làng thuộc quận Vernon, tiểu bang Wisconsin, Hoa Kỳ. Năm 2006, dân số của làng này là 306 người.